# マリーンバトル
マリーンバトルは、2000年にミズホが開発・販売したパチスロ機である。
本機は、ビッグボーナスのみ搭載の大量獲得Ａタイプで『大花火』同様4thリールによる演出をウリとしている。

## 概要
プレイヤーはかもめ軍となり、4thリール始動で味方戦艦、どらねこ軍戦艦、どらねこと登場するが味方戦艦でハズレ確定、どらねこではほぼ発展せず終了、どらねこ軍戦艦なら演出に発展する。まず、どらねこ軍の攻撃が繰り出され攻撃を喰らえば終了、反撃なら相手戦艦撃沈でボーナス確定である。

## 内部システム
ビッグボーナスは、2回目のレギュラーボーナス突入までは順押しで味方戦艦で15枚役、どらねこ軍戦艦でジャックインさせる。以降は逆押しで消化し、一度リプレイはずしを行うと最後のGまでフラグ持ち越しをしてくれるので平均で660枚獲得できる。最大711枚獲得可能。
本機は、レギュラーボーナス未搭載のため設定6においても1000ハマリすることもあり、ボーナスの獲得枚数の割にはハマリも深く低設定では投資が嵩む傾向があり一般的に辛いと評価されあまり人気を得られなかった。

## 後継機種
後に登場する『マリーンバトルX』においては、通常時の演出で味方戦艦が登場しても「かまわん打て!!」で攻撃し相手戦艦を撃沈させたらボーナス確定である。
その後同機種のシリーズは途絶えていたが、2006年に5号機で『モエるまりんバトる』として突如復活した。